# Poseidon Reederei
Die Poseidon Reederei ist ein ehemaliges deutsches Reedereiunternehmen.

## Geschichte
Am 17. April 1899 wurde die Kohlenimport- und Steinkohle-Brikettfabrik AG von den Kaufleuten August Schwanfelder und Hans Rosenkranz gegründet. Zweck der Firma war: „… der Handel mit Kohlen, Koks und Holz … ferner der Betrieb aller in den Rahmen dieses Zweckes fallenden Geschäfte, sowie von Handelsgeschäften jeglicher Art.“ (Auszug aus dem Handelsregister). Das Stammkapital lag bei 1,25 Millionen Reichsmark.
1919 mit dem Ende des Ersten Weltkrieges und der damit verbundenen Kapitulation musste Deutschland zum Zwecke der Versorgung mit Lebensmitteln seine gesamte Flotte zur Verfügung stellen. Dazu gehörte auch die Auswechslung der Besatzungen. Im Versailler Friedensvertrag wurde geregelt, das als Entschädigung für versenkte Schiffe Deutschland alle Schiffe mit über 1600 RT und die Hälfte der Schiffe mit mehr als 1000 RT abliefern musste. Dazu kamen Neubauten von jährlich 200.000 RT. Nur die Küstenschifffahrt blieb von dieser Regelung ausgenommen und konnte wieder betrieben werden. Im Mai 1919 beteiligte sich Hugo Stinnes an der Kohlenimport. August Schwanfelder war bereits 1909 aus dem Vorstand ausgeschieden. Nach der Übernahme von Hugo Stinnes ist 1920 auch Hans Rosenkranz ausgeschieden. Nach Übernahme der Aktienmehrheit wurde Fritz Schiewen als Vorsitzender bestellt.
Durch den Versailler Vertrag waren die oberschlesischen Steinkohlevorkommen für Deutschland verloren. Aus diesem Grund versuchte Hugo Stinnes, die Ruhrkohle in Ostdeutschland einzuführen. Stinnes hatte zudem zwei Zellstofffabriken in Königsberg übernommen. Um die Kohlen für seine Fabriken zu transportieren, ging er wie in seinem Stammgebiet vor: Er gründete eine eigene Flotte, die er der Filiale in Memel unterstellte, die 1920 gegründet wurde und bereits fünf Jahre später wieder aus unbekannten Gründen geschlossen wurde. Die Kohlen-Import AG wie sie nun genannt wurde, kurz K.I.A.G., übernahm vom Partner Hugo Stinnes, Joseph Abelmann den Seeschlepper Treue und brachte ihn als Panther (#2) in Fahrt. Ab 1921 konnten die deutschen Reeder ihre abgelieferten Schiffe zurückkaufen. Somit konnte auch die Flotte der K.I.A.G. zügig ausgeweitet werden.
Die Reederei verließ kriegsbedingt Königsberg, musste ihren wertvollen Grundbesitz und zahlreiche Binnenschiffe zurücklassen und siedelte sich Ende 1944 erst in Nordenham und später in Hamburg am Sitz der Hugo Stinnes Schiffahrt am Jungfernstieg an. Der Verwaltungssitz war zeitweise in Mülheim an der Ruhr. Neben der Utgard wurden zwei weitere Schiffe zurückgekauft: die Ernst Hugo Stinnes 11 und die Else Hugo Stinnes 15. Beide Schiffe wurden im Verlauf der Bereederung umbenannt und fuhren als Rhein und Ruhr unter Poseidon-Flagge.
Nach dem Zweiten Weltkrieg nahmen die Reedereien KIA/Poseidon und der Rest der Stinnes-Reedereien einen vollkommen anderen Weg. 1948 stieg die Familie Stinnes aus der AG aus und behielt u. a. die KIA/Poseidon-Reederei. Dazu gehörte auch die in Nordenham ansässige Midgard Reederei mit ihren Schleppern. Sie weitete sich später auch zum Hafenwirtschaftsbetrieb aus.
Die KIA/Poseidon konzentrierte sich nach dem Zweiten Weltkrieg auf zwei Standbeine. 1. Nord- und Ostsee und 2. Kanada. Von Kanada wurde Holz und andere Rohstoffe geholt und auf der Ausreise Stückgutladungen bis nach Montreal mitgenommen. Aus den gelegentlichen Fahrten wurde nach und nach ein regelmäßiger Liniendienst. Später weitete die Reederei ihren Sommer Liniendienst bis nach Chicago aus. Die Schiffe wie Poseidon, Transcanada, Transmichigan, Transeuropa, Transatlantic, Transamerica, Transpacific und Transontario wurden im Sommer auf den Großen Seen eingesetzt und im Winter auf die Routen New Orleans, Houston, Baton Rouge verlegt. Auf den großen Seen liefen diese Schiffe in den 1960er Jahren die folgenden Häfen im Liniendienst an: Hamburg, Bremerhaven, Rotterdam und/oder Antwerpen, Trois Rivieres, Montreal, Toronto, Cleveland, Toledo, Detroit, Milwaukee und Chicago. Diese Schiffe waren durchweg Stückgutfrachter und hatten auch Kabinen für 12 Passagiere.
1970 modernisierte Poseidon die Flotte, um der Containerisierung Rechnung zu tragen. Transamerica (2) (# 57) und die Transcanada (2) (# 58) waren die letzten Neubauten für das Fahrtgebiet Große Seen. 1973 endete das Kapitel Poseidon-Große Seen. Bis 1999 war Poseidon noch mit dem RoPax-Neubau Transeuropa in der Ostsee-Fahrt tätig. Dann wurde die Reederei an die Finnlines in Helsinki verkauft, damit waren die Poseidon-Linien Geschichte.
Heute ist die Poseidon-Schifffahrt GmbH als Tochterunternehmen vom Frachtcontor Junge & Co. in Hamburg als Dienstleister im Bereederungsgeschäft tätig. Seit 2002 ist Poseidon hauptsächlich als Manager der Tanker der SCOT-8000-Klasse engagiert.